# Flughafen Tahiti

i7
i11
i13
Der Aéroport international Tahiti Faa’a (IATA-Code: PPT, ICAO-Code: NTAA) ist der internationale Flughafen der gleichnamigen Insel Tahiti und zugleich der internationale Flughafen von Französisch-Polynesien.
Daneben wird er als Militärflugplatz auch von den französischen Streitkräften in Neukaledonien genutzt. Die Streitkräfte bezeichnen ihn als Détachement air 190 Tahiti-Faaa (DA190).
Mit seiner gut ausgebauten Landebahn kann er auch von Großraumflugzeugen angeflogen werden. Er besitzt ein Passagier- und ein Frachtterminal.

## Geschichte
Die Pläne zum Bau des Flughafens gehen auf das Jahr 1950 zurück. Allerdings fand sich auf der Insel kein geeignetes Gelände für einen derart großen Flughafen, weshalb vorher vor der Nordküste der Insel eine entsprechende Fläche künstlich aufgeschüttet werden musste.
Begonnen wurde mit dem Bau schließlich 1959, das erste Flugzeug, eine Douglas DC-7 der Transports Aériens Intercontinentaux (TAI), landete im Oktober 1960. Offiziell wurde der Flugplatz 1961 eingeweiht.

## Militärische Nutzung
Die Basis beherbergt zurzeit (2015):
- ETOM 0/82 „Maine“, eine Transportgruppe der Luftstreitkräfte mit CN235-200 (seit Januar 1996) und AS332 (seit August 1998)
- Flottille 25F, eine Seeüberwachungsstaffel der Marineflieger mit Dassault Falcon 200 Guardian (seit 2000)

Daneben gibt es einige nichtfliegende Verbände.

## Zivile Nutzung

### Heimatbasen
Der Flughafen ist die Heimatbasis der Fluggesellschaften Air Tahiti, die hauptsächlich Inlandsflüge durchführt, sowie von Air Tahiti Nui, die vor allem internationale Flüge abwickelt.

### Nationale Ziele
Air Archipels, Air Moorea, Air Tahiti und WanAir fliegen bzw. flogen von hier aus verschiedene, teils sehr kleine Flugplätze in Französisch-Polynesien an.

### Internationale Ziele
Tahiti ist neben Santiago de Chile und Lima einer von nur drei Flughäfen, von denen aus im Linienverkehr die Osterinsel angeflogen wird.
Air Tahiti Nui fliegt mit vier Boeing 787 nach Tokio, Auckland, Los Angeles und ebenso wie Air France nach Paris via Los Angeles. Hawaiian Airlines fliegt einmal wöchentlich nach Honolulu auf Oʻahu, Hawaii. United Airlines verbindet den Flughafen mit der Westküste der USA und fliegt von San Francisco aus dreimal wöchentlich.

## Zwischenfälle
- Am 14. Mai 1969 brannte eine Breguet 763 der Französischen Luftstreitkräfte (Luftfahrzeugkennzeichen FrAF 303/82-PN) auf dem Flughafen Tahiti-Faaa aus. Ursache war das versehentliche Abfeuern von Signalpistolen. Das Flugzeug wurde irreparabel beschädigt. Der verbliebene Teil des Rumpfes wurde dem Flughafen zu Ausbildungszwecken überlassen. Personen kamen nicht zu Schaden.[4]

- Am 18. Mai 1969, nur vier Tage später, brannte eine Douglas DC-6A/C der Französischen Luftstreitkräfte (FrAF 45481/82PX) auf dem Flughafen Tahiti-Faaa aus. Personen kamen nicht zu Schaden.[5]

- Am 22. Juli 1973 stürzte eine Boeing 707-321 der Pan American World Airways (Luftfahrzeugkennzeichen N417PA) kurz nach dem Start vom Flughafen Tahiti in den Pazifischen Ozean. Von den 79 Personen an Bord überlebte nur ein Passagier. Die Unfallursache konnte nicht geklärt werden (siehe auch Pan-Am-Flug 816).[6]